# 趙國帥

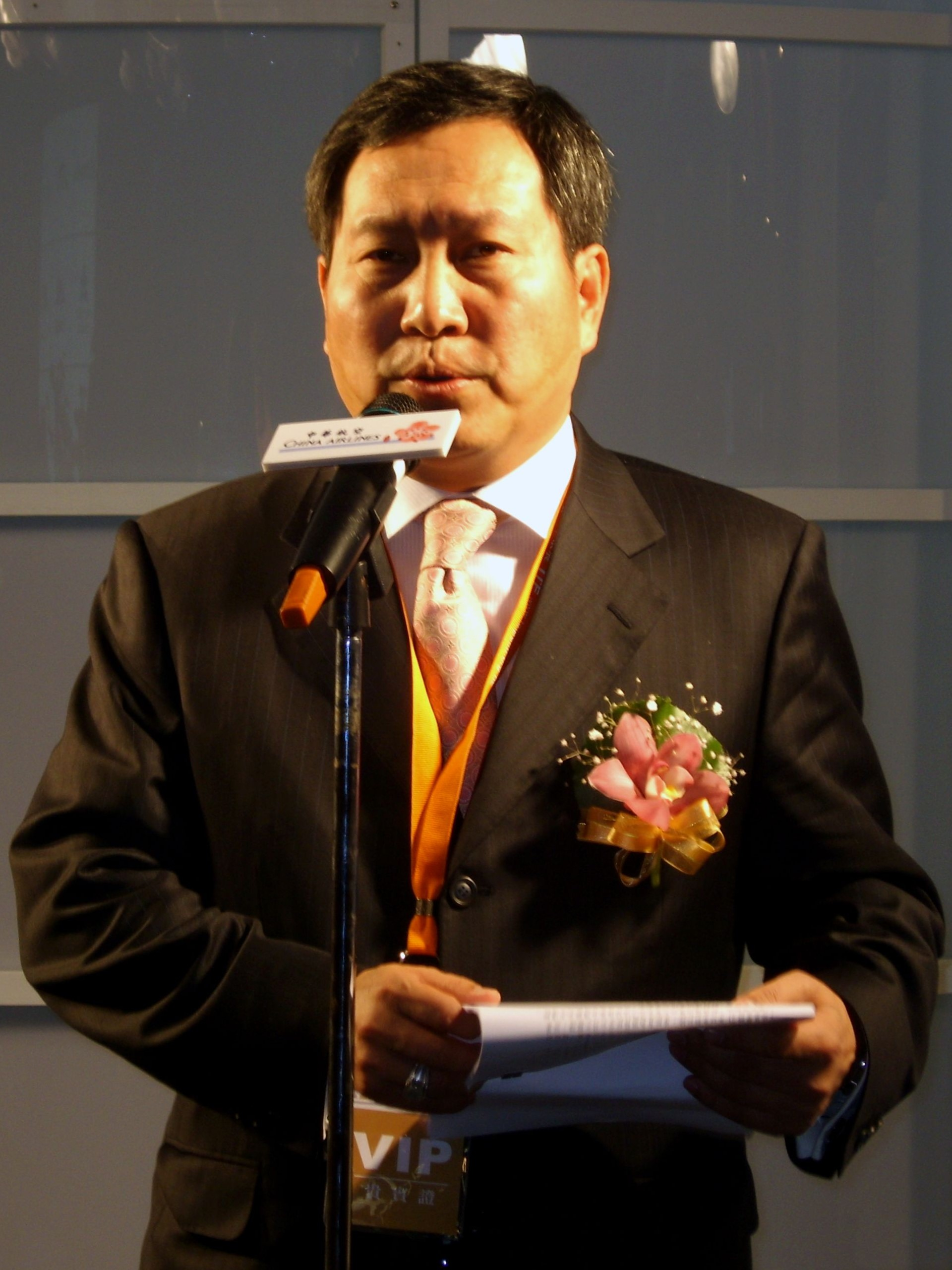
趙國帥

趙國帥（Ringo Chao，1956年－），台灣企業家，中國文化大學畢業，現任五福旅遊獨立董事，曾任長榮航空協理、台灣電視公司副總經理、華信航空總經理、中華航空總經理及董事長、台灣之星董事長等职务。目前中國信託擔任董事。

## 簡歷
趙國帥係1956年生於台灣。
1982年畢業於中國文化大學英文系，同年加入中華航空。
1989年，加入長榮航空。
2004年9月，擔任台灣電視公司副總經理。
2005年7月，擔任華信航空總經理。
2005年11月，擔任中華航空總經理。
2007年10月，擔任中華航空董事長兼總經理。
2008年6月20日，專任中華航空董事長。
2009年10月，擔任台北101副總經理。
2015年3月27日，魏應交辭任台灣之星董事長，趙國帥接任董事長。
2015年12月18日，擔任五福旅遊獨立董事。。
2025年擔任中國信託董事。

### 腳註
1. ↑  翁毓嵐. . 中國時報. 2015-03-28  [2016-02-19]. （原始内容存档于2016-02-05） （中文（臺灣））.

### 其他參考資料
- 遠見雜誌-華航總經理趙國帥的15倍挑戰 （页面存档备份，存于）